# Csurgó
Csurgó is een plaats (város) en gemeente in het Hongaarse comitaat Somogy. Csurgó telt 6200 inwoners (2005).